# Mal Papradnik
Mal Papradnik (en macédonien Мал Папрадник) est un village du sud-ouest de la Macédoine du Nord. Elle se situe dans la municipalité de Tsentar Joupa. Le village comptait 486 habitants en 2002. La population est majoritairement turque.

## Démographie
Lors du recensement de 2002, le village comptait :
- Turcs : 455
- Macédoniens : 25
- Autres : 6